# Oleksandr Russow

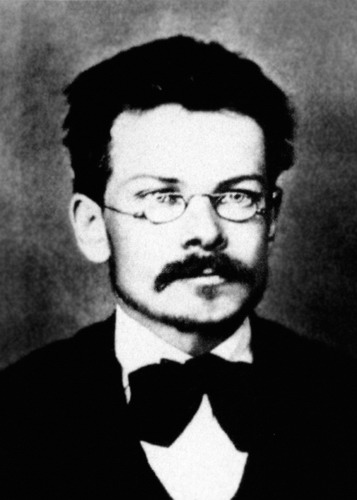
Oleksandr Russow

Oleksandr Oleksandrowytsch Russow (* 7. Märzjul. / 19. März 1847greg. in Kiew, Gouvernement Kiew, Russisches Kaiserreich; † 8. Oktoberjul. / 21. Oktober 1915greg. in Saratow, Gouvernement Saratow, Russisches Kaiserreich) war ein ukrainischer Statistiker, Anthropologe, Folklorist und Sozialaktivist. Er war der Ehemann von Sofija Rusowa.

## Leben
Oleksandr Russow kam als Sohn eines Militärarztes 1847 in Kiew zur Welt und absolvierte dort ab 1868 die historisch-philologische Fakultät der St. Wladimir-Universität. Im Anschluss arbeitete er als Lehrer in Slatopil bei Tschyhyryn sowie in Kiew und Sankt Petersburg. Bereits während seiner Schul- und Universitätszeit beteiligte er sich aktiv in der ukrainischen Nationalbewegung, Von 1854 bis 1876 arbeitete er bei der Zeitung "Kiew Telegraph" und war ein aktives Mitglied der südwestlichen Abteilung der Kaiserlich Russischen Geographischen Gesellschaft. 1870 wurde er Mitglied und kurz darauf führendes Mitglied der Kiewer Hromada.
Von 1876 an verfasste er statistische Studien in Kiew und Charkow sowie in den Gouvernements Tschernigow, Cherson und Poltawa.
Von 1899 bis 1902 war er kommissarischer Leiter der statistischen und wirtschaftlichen Büros des Gouvernement Poltawa und von 1902 bis 1908 leitete er die statistische Abteilung der Versicherungsgesellschaft "Nadezhda" in Sankt Petersburg.
Im Anschluss lehrte er bis zu seinem Tod am Kiewer Wirtschaftsinstitut Statistik und leitete die statistische Kommission der historischen Abteilung der ukrainischen Schewtschenko-Vereinigung. Im Ersten Weltkrieg wurde das Wirtschaftsinstitut nach Saratow evakuiert, wo Russow nach einem Asthmaanfall am 8. Oktoberjul. / 21. Oktober 1915greg. 1915 starb. Man bestattete ihn am 15. Oktoberjul. / 28. Oktober 1915greg. Oktober auf dem Baikowe-Friedhof in Kiew.
Russow ist Autor von über 50 Publikationen, von denen die meisten Statistik und ukrainische Folklore zum Thema haben.

## Familie
Am 30. August 1874 heiratete er die Pädagogin, Sozial- und Bildungsaktivistin, Schriftstellerin, Historikerin und Anthropologin Sofija Rusowa. Er ist der Vater des ukrainischen Politikers Mychailo Russow (Михайло Олександрович Русов; 1876–1909) und des ukrainischen Biologen Jurij Russow (Юрій Олександрович Русов; 1895–1961).